# 沈能毅
沈 能毅（しん のうき、1894年 - 没年不明）は、中華民国の軍務官僚・外交官・行政官僚・実業家・文筆家・ジャーナリスト・収集家。名は学仁だが、字の能毅で知られる。筆名は淪泥。室名は景行斎など。北京政府では奉天派と目され、後年は中華民国維新政府で要職に就いた。出版界・実業界でも活躍し、また文筆家・収集家としての功績も見受けられる。兄は、漫画家の沈泊塵。

## 事績

### 初期の活動

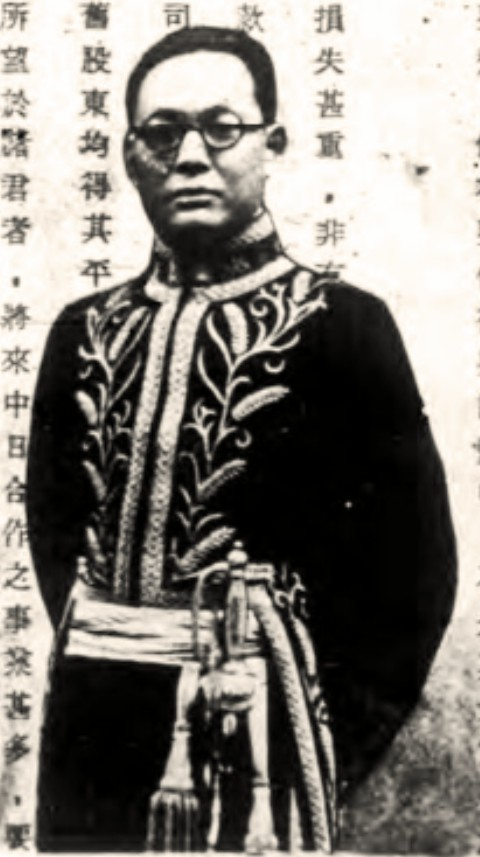
『実業月刊』創刊号(1938年)
※北京政府時代の写真

清末に上海の南洋公学を卒業している。北京政府では大総統府秘書、財政部秘書室幇弁、浙江督弁公署参議兼外交処長、浙滬聯軍総司令部公告処処長兼外交処処長、記名全権大使、北京大元帥府参軍を歴任しており、奉天派・張作霖の属官と目される。
張学良の下でも沈能毅はその属官となり、1930年以降に東北辺防軍司令長官公署秘書、東北政務委員会機要処処長、北平政務委員会情報処処長をつとめ、東北文化委員会委員長や財政部印刷局長も兼任している。1936年（民国25年）10月、冀察経済委員会委員長・李思浩の下で同委員会参議庁総参議に任命された。
沈能毅は英語能力を買われて奉天派に登用されたと見られ、イギリスで刊行されていた東三省の外交史研究書を中国語で翻訳・刊行している（『東三省外交史略』。作者はParlett,S. H.[白蘭徳]、共訳者は朱枕薪）。また、これら官歴の一方でジャーナリストとしても活動し、北平で『新中国報』の記者や、上海で『新申報』・『国語日報』・『（上海）時報』の営業部長（経理）をつとめた。なお1918年（民国7年）には兄の沈泊塵と協力し、中国人運営としては初の漫画雑誌『上海パック（原文：上海溌克）』を創刊した。

### 親日政権樹立の準備活動
華中での親日政権樹立活動について、いつからどのように沈能毅が関与し始めたかは不詳である。しかし、後述するように沈は王子恵と行動を共にすることが多く、また、臼田寛三との連携について言及されることがあるため、これらのグループの一員か、または一定の関係性があった可能性はある。一方、梁鴻志らとの連携については、情報が見当たらない。いずれにしても、張学良の属官であった沈が親日政権樹立活動に加わった動機については不明である。
1938年（民国27年）3月28日に梁鴻志らが中華民国維新政府を創設するまで、沈能毅は事務方・裏方として重要な役割を果たしている。
まず、沈能毅は王子恵・夏奇峯・余大雄（余洵・余穀民）・王西神と共に、新政権の宣伝・広報を担う中央機関の創設を梁鴻志や日本側に提案したという。なお、この5人はいずれも現役・OBの新聞記者・ジャーナリストである。日本側からは上海特務機関の堂ノ脇光雄、同盟通信社中南支総局華文部長の奥宮正澄が加わり、7人で発起人となっている。こうして維新政府成立前の2月15日に、中華聯合通訊社（通称「中聯社」）が上海に設立された。
また、維新政府創設の大典を主宰する大典籌備委員会では、同年2月中旬頃に沈能毅が委員長に任命されていた。次いで、沈は在南京広報官（英語担当）をつとめ、維新政府設立に関する記者団対応に従事した。

### 維新政府実業部次長として
同年4月3日、沈能毅は実業部次長に任命され、部長の王子恵を補佐する立場となった。なお、王は幼年期から青年期を日本で過ごしたためか、中国語が不得手で維新政府の会議も欠席気味であったとされる。そのため、実業部内の事務については次長の沈が多くを指揮することになったと考えられる。
沈能毅は維新政府実業部次長の地位にありつつ、政府関連の重要会社にも直接参与した。同年11月に設立された華中水産で常務、12月に設立された華中印書局では社長をそれぞれつとめている。また、沈は製糸業界改革の意欲も相当に高かったと見られ、実業部広報誌『実業月刊』において、業界改革論を自ら執筆・公表したほどであった。1939年（民国28年）6月17日には、華中棉産改進会（会長：王子恵）の副会長に就任している。
上述のように実業部長・王子恵は執務への不熱心が指摘されるほどの問題を抱えており、しかも日本政府や日本陸海軍には維新政府創設当初から厳しい忌避を受け、早期の退任を求められていた。それでも沈能毅が次長をつとめていたおかげか、実業部の事務自体は特段の障害無く進展しており、約1年4か月にわたって実業部は王子恵以下の体制が維持されていた。
しかし、華中棉産改進会副会長に就任したばかりの翌月（7月）1日、沈能毅は実業部次長職から突然罷免され、それだけでなく「査弁」（刑事捜査）対象にまでされてしまった。なお、この維新政府令については、行政院長・梁鴻志の署名があるものの、制度上では部長として同時に署名すべき王子恵の署名が「假（仮）」となっている。すなわち、王の意向を無視した電撃的な罷免であった。沈を失ったことで実業部の事務が停滞・混乱したのは明らかであり、1ヶ月余り後の8月10日には部長の王子恵も突然辞任してしまった。
なぜ沈能毅が刑事捜査の対象となったかは判然としないが、収監にまでは至らなかったと見られる。ただ、結果的にこの件が影響したのか、維新政府はもちろん、南京国民政府（汪兆銘政権）においても沈が官職に返り咲くことは無かった。

### 晩年
その後の沈能毅は、実業界や文筆業界での活動に軸足を移した。華中水産においては、1944年（民国33年）9月時点でも常務理事に留まっていることが確認できる。1943年（民国32年）には『中国帆船方式』という著書を刊行した（「景行斎印本」としているため、個人出版と見られる）。
また、沈能毅は文化界での交流にも熱心であり、文物収集家としての名声もあった。特に篆刻家・陳巨来との交友は良く知られており、陳が沈のために様々な篆刻印を彫った。
1944年9月以降における沈能毅の動向は不詳である。なお、沈が漢奸として摘発された旨の情報は見当たらない。